# Lars-Anders Wahlgren
Lars-Anders Wahlgren (* 24. August 1966 in Lund) ist ein ehemaliger schwedischer Tennisspieler.

## Karriere
Wahlgren begann im Alter von acht Jahren Tennis zu spielen und wurde 1982 auf Position 8 der schwedischen Junioren geführt. Nachdem er 1985 Profi geworden war, gewann er im Jahr darauf in Athen sein erstes Challenger-Turnier. Der Finalsieg über den Deutschen Hans-Dieter Beutel sollte allerdings sein einziger Einzeltitel bleiben. Erfolgreicher war er in den folgenden Jahren im Doppel, zwischen 1987 und 1995 errang er an der Seite verschiedener Partner zwölf Turniersiege auf der Challenger-Tour.
Sein bestes Einzelergebnis auf der ATP Tour war die Finalteilnahme beim Hallenturnier von Sydney. Auf dem Weg ins Finale schlug er den an Nummer 3 gesetzten Carl-Uwe Steeb sowie Titelverteidiger Slobodan Živojinović. Die Partie gegen Ivan Lendl verlor er jedoch klar in drei Sätzen, wobei er nur fünf Spiele gewinnen konnte. Auf der ATP Tour erreichte Wahlgren zweimal das Finale in Kuala Lumpur, unterlag mit seinem Partner jedoch jeweils gegen die Niederländer Jacco Eltingh und Paul Haarhuis.
Seine besten Notierungen in der Weltrangliste erreichte er 1990 mit Platz 66 im Einzel sowie 1995 mit Position 86 im Doppel. Sein bestes Abschneiden bei einem Grand-Slam-Turnier war das Erreichen der dritten Runde bei den Australian Open in den Jahren 1990 sowie 1992, als er mit Brad Gilbert einen gesetzten Spieler ausschalten konnte. In der Doppelkonkurrenz erreichte er 1995 bei den Australian Open an der Seite von Ola Kristiansson ebenfalls das Achtelfinale.
Wahlgren spielte im November 2001 beim Challenger-Turnier in Caracas sein letztes Match als Profi.
Seit 2013 ist er Teamchef der schwedischen Fed-Cup-Mannschaft.

## Finalteilnahmen
| Legende                       |
| Grand Slam                    |
| Tennis Masters Cup            |
| ATP Masters Series            |
| ATP International Series Gold |
| ATP International Series (3)  |

### Einzel
| Nr. | Datum            | Turnier | Belag         | Finalgegner | Ergebnis      |
| --- | ---------------- | ------- | ------------- | ----------- | ------------- |
| 1.  | 15. Oktober 1989 | Sydney  | Hartplatz (i) | Ivan Lendl  | 2:6, 2:6, 1:6 |

### Doppel
| Nr. | Datum           | Turnier          | Belag         | Partner        | Finalgegner                 | Ergebnis      |
| --- | --------------- | ---------------- | ------------- | -------------- | --------------------------- | ------------- |
| 1.  | 3. Oktober 1993 | Kuala Lumpur (1) | Hartplatz (i) | Jonas Björkman | Jacco Eltingh Paul Haarhuis | 5:7, 6:4, 6:7 |
| 2.  | 2. Oktober 1994 | Kuala Lumpur (2) | Teppich (i)   | Nicklas Kulti  | Jacco Eltingh Paul Haarhuis | 0:6, 5:7      |